# Carnitas

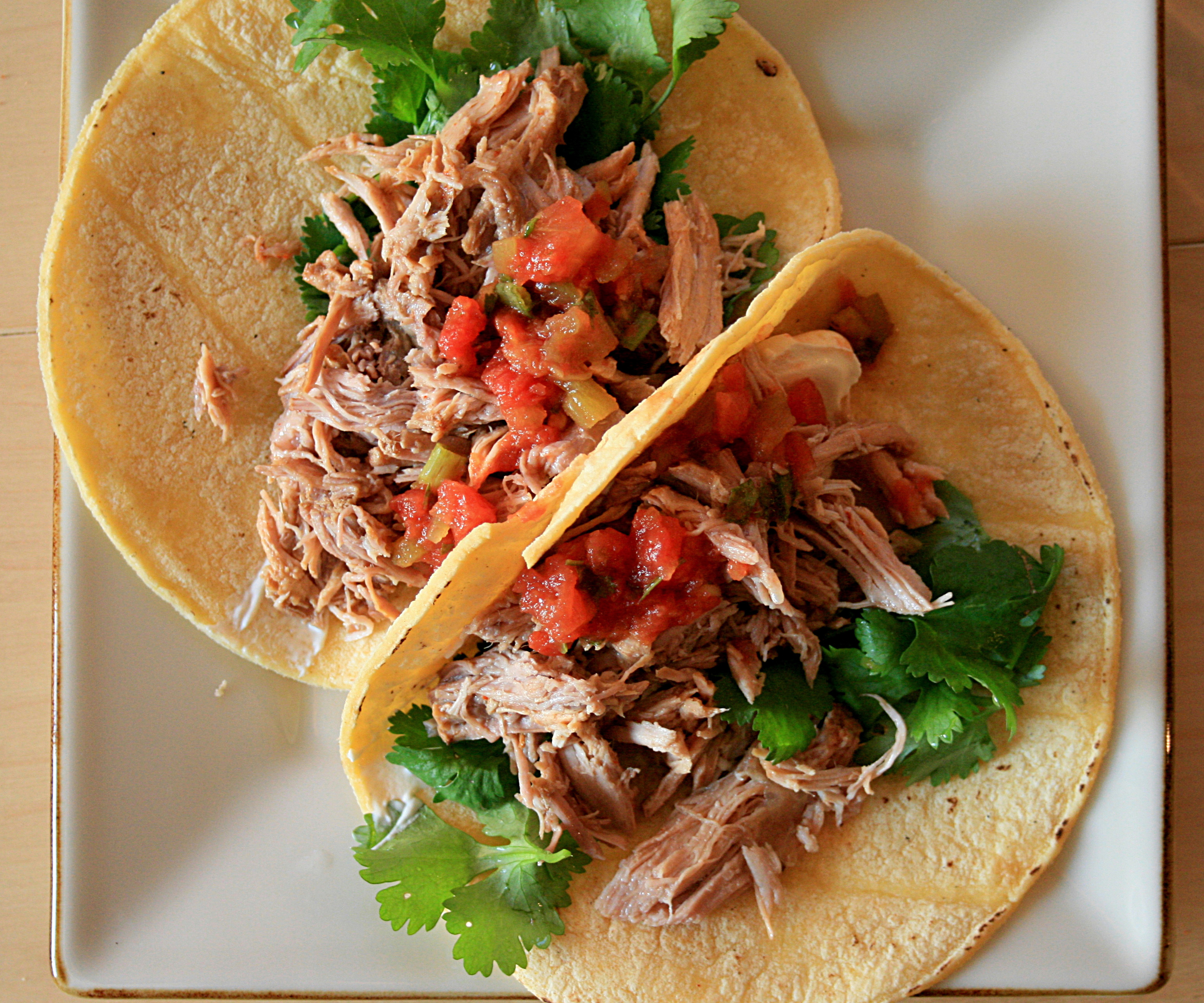
Carnitas

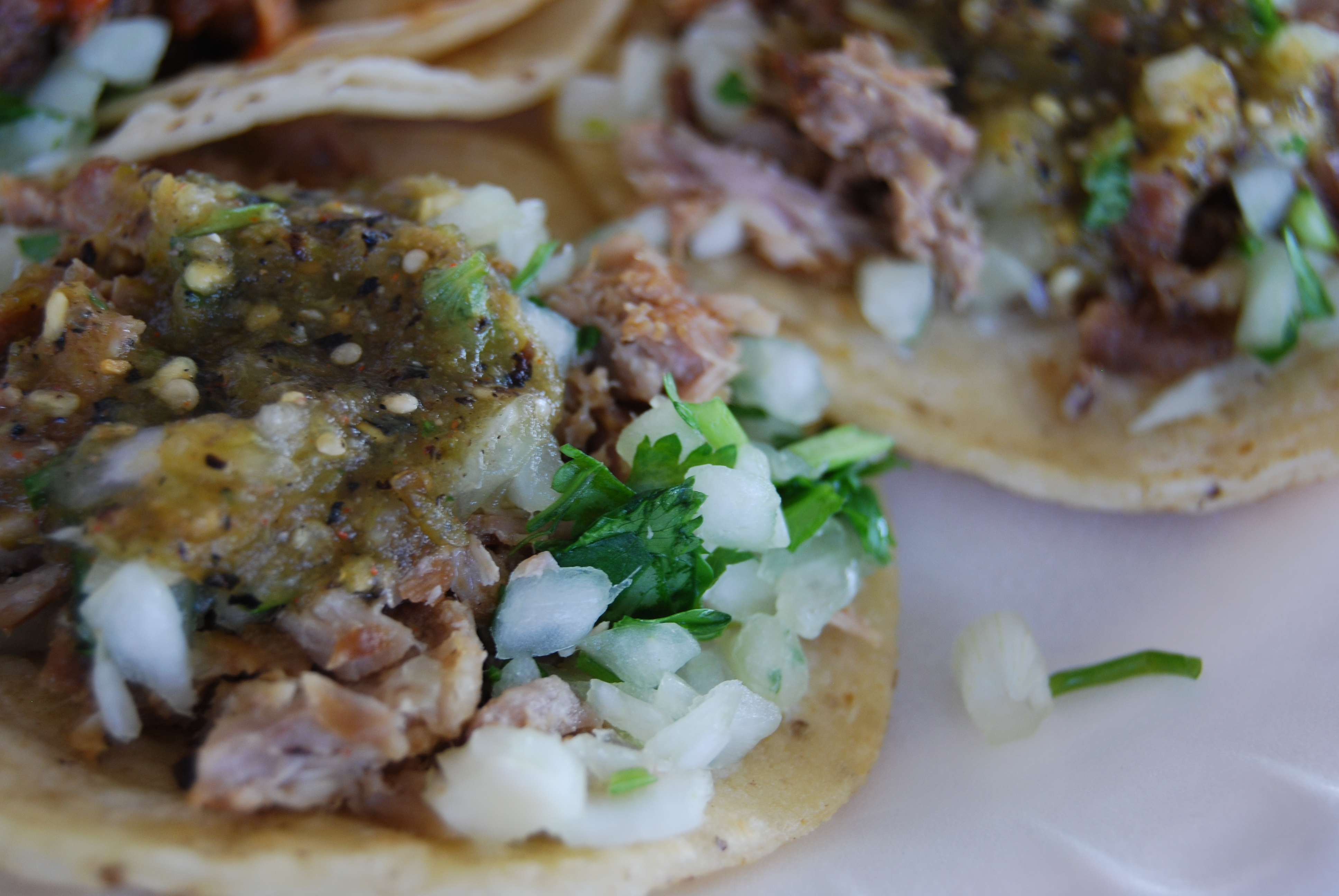
Carnitas

Carnitas é o nome que recebem vários pratos da culinária do México, à base de carne de porco. São designadas por carnitas as diferentes partes do porco, incluindo carne e miudezas que são fritas em banha do mesmo animal. Podem ser usadas como recheio de tacos, taquitos e burritos, ou consumidas acompanhadas com guacamole e tortilhas.
Este prato é oriundo do estado mexicano de Michoacán. Para a sua preparação, utilizam-se enormes panelas de cobre, fabricadas neste mesmo estado, numa povoação chamada Santa Clara del Cobre. Em muitas lojas de tacos modernas, é preparado com panelas normais de aço inoxidável.

## Preparação
A forma tradicional de preparar as carnitas consiste em temperar a carne e as miudezas de porco com sal e salitre-do-chile (nitrato de potássio), para além de outras especiarias. De acordo com a pessoa que confecciona o prato, assim pode variar o tempero. Por exemplo, pode-se temperar com ervas e especiarias como pimenta negra, alho, caldo de galinha, etc., para além de se salgar moderadamente. Depois, frita-se a carne em banha de porco.
Quando carne se encontrar frita, adicionam-se diversos líquidos como Coca-Cola, sumo de laranja, cerveja e água. Estes últimos ingredientes conferem um tom dourado característico ao prato.